# Agrodiaetus agraphomena
Agrodiaetus agraphomena är en fjärilsart som beskrevs av Ruggero Verity 1904. Agrodiaetus agraphomena ingår i släktet Agrodiaetus och familjen juvelvingar. Inga underarter finns listade i Catalogue of Life.